# William Morgan (Bischof)

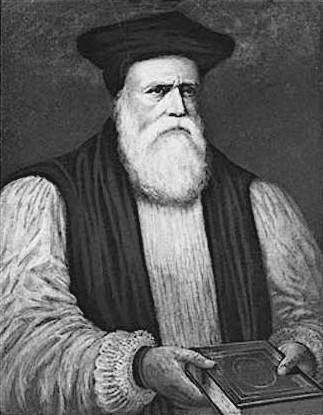
William Morgan

William Morgan (* 1545 in Tŷ Mawr Wybrnan, Penmachno, Caernarfonshire; † 10. September 1604 in St Asaph, Denbighshire) war ein walisischer Gelehrter und anglikanischer Bischof von Llandaff (1595–1601) und St Asaph (1601–1604).
Er übersetzte als erster die gesamte Bibel aus dem Griechischen und Hebräischen in die walisische Sprache.

## Leben

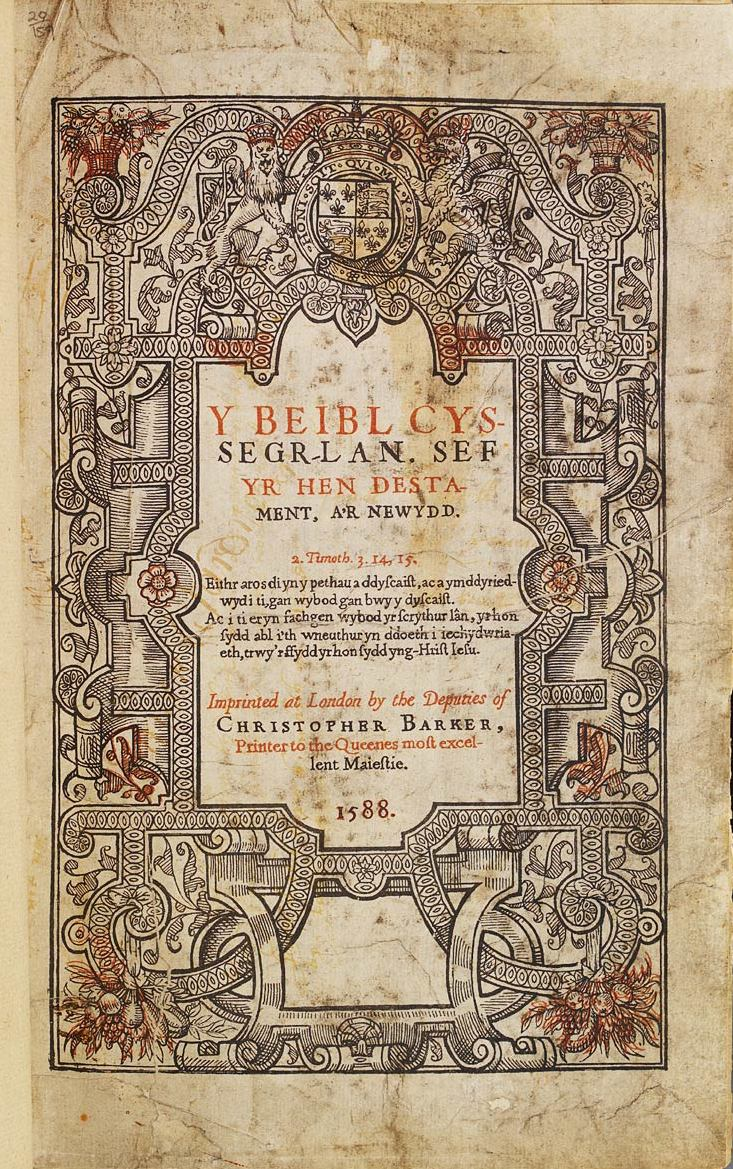
Titelseite von Morgans Übersetzung der Bibel

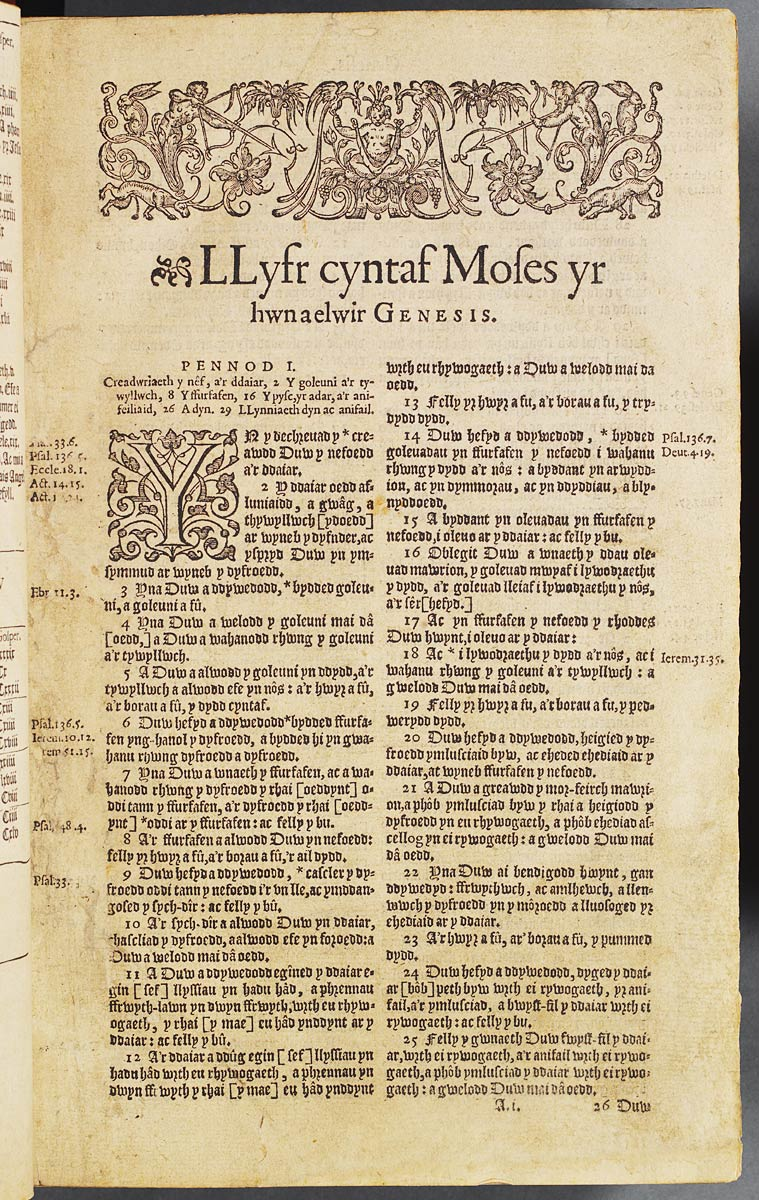
Erste Seite des Buch Genesis in Morgans Bibel

Morgan war der Sohn von John Morgan und seiner Ehefrau Lowry und das jüngste von insgesamt fünf Geschwistern. Morgans Vater war Mieter des Herrenhauses von Gwydir Castle bei Llanrwst in der Nähe von Betws-y-Coed in Nordwales, wo Morgan wahrscheinlich zusammen mit den Kindern der Familie Wynn erzogen wurde. Später besuchte er das St John’s College in Cambridge, wo er unter anderem Philosophie, Mathematik und Griechische Sprache belegte und 1568 seinen Bachelor- und 1571 seinen Master-Abschluss erhielt. Während seines siebenjährigen Anschlussstudiums der Bibelwissenschaften studierte er die Bibel auf Griechisch, Hebräisch und Aramäisch sowie Werke der Kirchenväter und zeitgenössischer protestantischer Theologen. Im Jahr 1578 erhielt er den Bachelor of Divinity (lat. Baccalaureus Divinitatis) und 1583 wurde er zum Doctor of Divinity (lat. Doctor Divinitatis) ernannt. In Cambridge war er Zeitgenosse des walisischen Dichters Edmwnd Prys, der Morgan bei der Bibelübersetzung unterstützte.
Neben seiner wissenschaftlichen Tätigkeit war Morgan ein Geistlicher der Kirche von England, der bereits 1568 vom Bischof von Ely, Richard Cox, zum Priester geweiht worden war. Sein erstes Benefiziat war die Pfarrei Llanbadarn Fawr in der Grafschaft Ceredigion, die er 1572 erhielt; 1575 zog er nach Welshpool und wurde 1578 Vikar von Llanrhaeadr-ym-Mochnant, wo er in den folgenden Jahren seine Bibelübersetzung anfertigte. 1579 wurde er zusätzlich Rektor von Llanfyllin.
Morgan war noch in Cambridge, als William Salesbury 1567 sein walisisches Neues Testament veröffentlichte. Morgan war darüber erfreut, war sich aber sicher, dass auch eine walisische Übersetzung des Alten Testaments notwendig war. Er begann in den frühen 1580er Jahren mit der Arbeit an seiner eigenen Übersetzung des Alten Testaments und veröffentlichte diese zusammen mit einer Überarbeitung von Salesburys Neuem Testament im Jahr 1588: „Y Beibl cyssegr-lan sef Yr Hen Destament, a'r Newydd“ (wal. „Die Heilige Bibel – Das Alte Testament und das Neue“).
Nach der Veröffentlichung seiner Bibel arbeitete Morgan an einer Überarbeitung des Book of Common Prayer (engl. Buch des gemeinsamen Gebetes), einer Agende der Anglikanischen Kirche; das bereits von Salesbury übersetzte Werk erschien in seiner Überarbeitung 1599. Er begann auch mit der Überarbeitung der Bibel von 1588, die eine Reihe von Druckfehlern enthielt. Diese Arbeit wurde nach Morgans Tod von Bischof Richard Parry und John Davies fortgesetzt und die überarbeitete Version der Bibel wurde 1620 veröffentlicht. Diese Ausgabe wurde als William Morgans Übersetzung der Bibel bekannt. Morgans Bibel galt bis in das 20. Jahrhundert hinein als die walisische Standardbibel und wird auch heute noch verwendet. Seine Leistung wird als eines der bedeutendsten Ereignisse in der Geschichte der walisischen Sprache gesehen, da es für die Waliser bedeutete, die Bibel ungefähr zur gleichen Zeit in ihrer Muttersprache lesen zu können wie ihre englischen Nachbarn.
Morgan wurde am 20. Juli 1595 zum Bischof von Llandaff (heute Ortsteil von Cardiff) ernannt. Am 17. September 1601 trat er sein Bischofsamt im Bistum St Asaph an, das er bis zu seinem Tod im Jahre 1604 innehatte.
Morgan war zweimal verheiratet: vor seinem Studium in Cambridge in erster Ehe mit Ellen Salesbury und in zweiter Ehe mit Catherine, Tochter von George ap Richard ap John (ap = wal. Patronym für Sohn des). Morgan hatte einen Sohn, der später Vikar seiner alten Pfarrei in Llanrhaeadr-ym-Mochnant wurde. Lloyd 1894

## Denkmäler
Eine Schiefertafel vor dem Portal der Pfarrkirche St. Dogfan in Llanrhaeadr-ym-Mochnant erinnert an Morgan. In dieser Kirche fertigte er seine historischen Übersetzungen an. In der Kapelle des St. John’s College in Cambridge befindet sich ebenfalls eine Gedenktafel zu Ehren Morgans.
Neben einer Grabplatte befindet sich das Original von Morgans Walisischer Bibel in der Kathedrale von St Asaph.

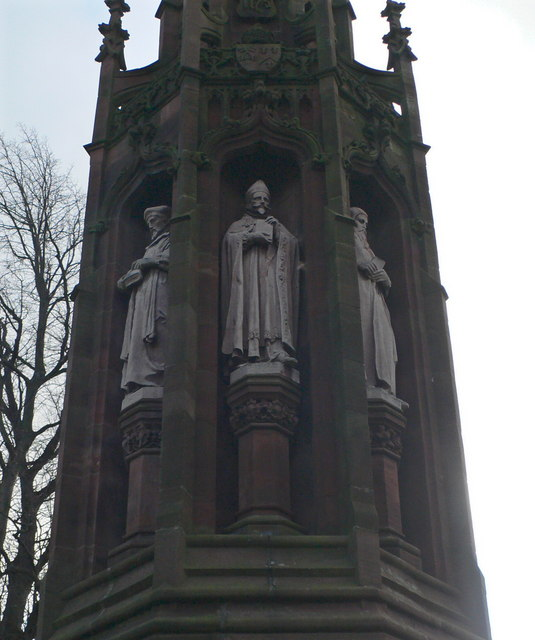
Übersetzer-Ehrenmal, St Asaph
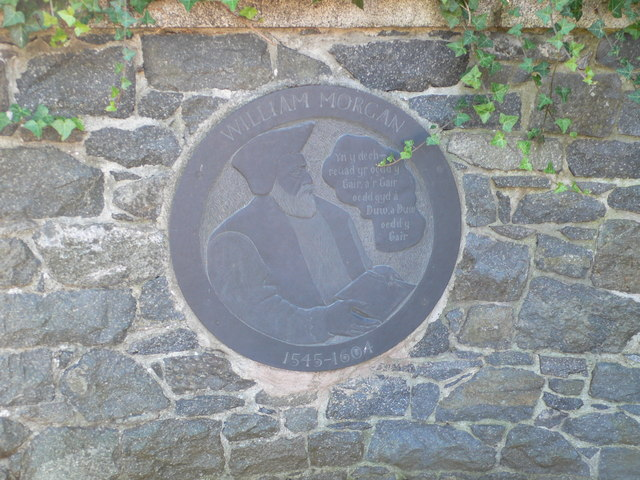
St Dogfan, Llanrhaeadr-ym-Mochnant
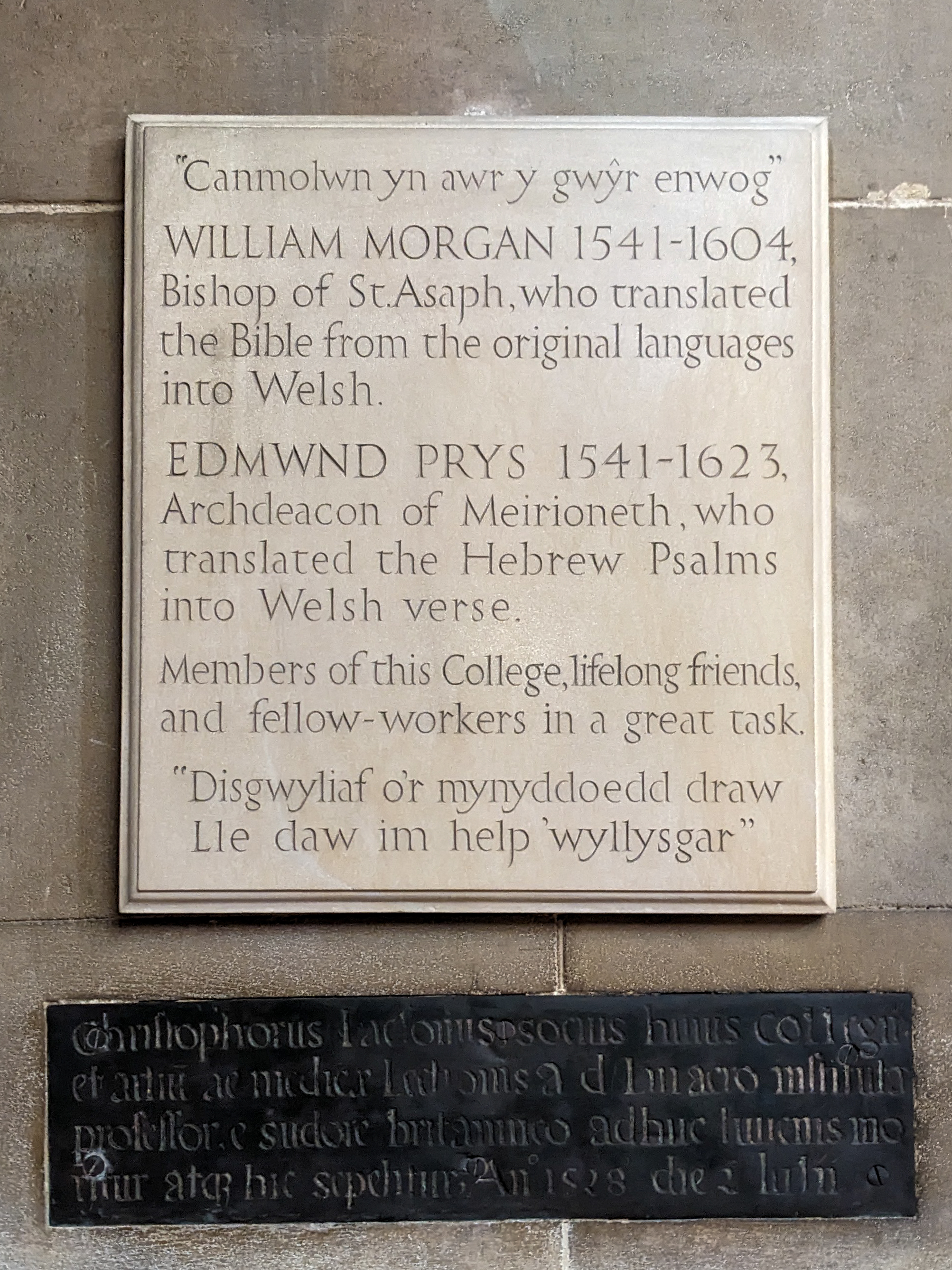
Kapelle des St John’s College, Cambridge